# Clinopodium integerrimum
Clinopodium integerrimum là một loài thực vật có hoa trong họ Hoa môi. Loài này được Boriss. mô tả khoa học đầu tiên năm 1953.